# Innovatiocaris
Innovatiocaris – rodzaj wymarłych zwierząt z rzędu Radiodonta, żyjących w kambrze. Opisany w 2022 r. na podstawie holotypu z Chengjiang Lagerstätte w Chinach. Wyróżnia się pojedynczy gatunek Innovatiocaris maotianshanensis.